# Конгрив, Уильям, 1-й баронет
Сэр Уильям Конгрив, 1-й баронет (Уильям Конгрив-старший; Конгрейв; Конгрев; англ. Sir William Congreve, 1st Baronet; 4 июля 1742 — 30 апреля 1814) — британский генерал-лейтенант, военный артиллерист и специалист по производству пороха.

## Биография
Уильям Конгрив родился 4 июля 1742 года в Стаффорде. К 1778 году имел звание капитана и занимал должность инспектора Королевской военной лаборатории при Королевском арсенале в Вулидже (по некоторым данным, одновременно обучал курсантов Королевской военной академии, расположенной по соседству).
В условиях, когда развернулась дискуссия между сторонниками дополнительного ассигнования государственных пороховых заводов и сторонниками покупки пороха у частных производителей, Уильям Конгрив решительно выступил на стороне первых. Итогом дискуссии стало расширение финансирование государством производства пороха и отказ от идеи воспользоваться услугами частных откупщиков. Более того, некоторые частные пороховые заводы, имевшиеся в Англии, были постепенно выкуплены в казну.
В качестве государственного контролёра, Уильям Конгрив, в чине майора, руководил надзором за производством пороха на трёх различных заводах, и внёс ряд усовершенствований в производственный процесс. Он также впервые разделил порох на два сорта: пушечный и ружейный, полагая, что некоторые различия между сортами приведут к повышению качества стрельбы как из ружей, так и из пушек.
Конгрив также руководил созданием двух новых предприятий в Портсмуте и Плимуте, которые были предназначены для сушки намокшего пороха: порох в те времена намокал целыми бочками нередко, особенно на многочисленных кораблях, а сушить старый порох в промышленных масштабах выходило дешевле, чем производить новый.
Уильям Конгрив на протяжении десятилетий отвечал за значительную часть производства британского пороха, достиг чина генерал-лейтенанта, а в 1812 году был возведён в баронеты. Он скончался в 1814 году.
Уильям Конгрив-старший был женат дважды. От первой жены, Ребекки, урождённой Элмстон, он имел двух сыновей и двух дочерей. Во втором браке с Джулией-Элизабет, урождённой Эйр, детей не было. Вторая жена надолго пережила мужа и скончалась в 1831 году.
Уильяма Конгрива-старшего сменил на основных постах его сын, Уильям Конгив, 2-й баронет (Уильям Конгрив-младший), наиболее известный, как изобретатель ракет Конгрива — первых ракет, которые использовались в военных целях на западе и в свою очередь являлись модификацией индийских майсурских ракет.